# Plantilla de Lesbos

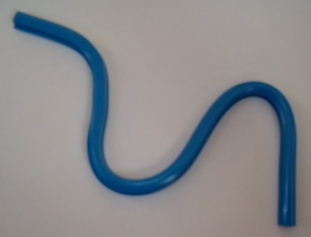
Una flexicurva: la versió moderna d'un regle de Lesbos

Una plantilla de Lesbos (també denominada regle de Lesbos) és un útil de dibuix flexible emprat tradicionalment en la construcció. Es tracta d'un regle que pot ser doblegat per ajustar-la al perfil d'una motllura (podent mantenir la forma que se li doni), i és utilitzada per mesurar o reproduir corbes irregulars.
Aquestes plantilles de Lesbos (o regles) originalment es feien amb una classe de plom especialment flexible procedent de l'illa de Lesbos, d'on reben el nom.